# Torre Embarcadero
La Torre Embarcadero es una torre construida en la Ciudad de Rosario, Argentina. Tiene una altura de 112 metros y 38 pisos, y es el sexto edificio más alto de la ciudad. La torre es de uso residencial y pertenece al constructor Aldo Lattuca, quién también fue principal promotor del desarrollo de Puerto Norte, las torres Dolfines Guaraní entre otras.

## Características
La torre se ubica en el norte de la ciudad, en la zona de Puerto Norte, nuevo polo de la construcción de la Ciudad de Rosario. La Torre Embarcadero forma parte del complejo de Aldo Lattuca en puerto norte, que incluye las Torres gemelas Dolfines Guaraní, de uso residencial; y la Torre Nordlink, de oficinas.